# Čokonjar
Čokonjar (cyr. Чокоњар) – wieś w Serbii, w okręgu zajeczarskim, w mieście Zaječar. W 2011 roku liczyła 143 mieszkańców.